# Submarino (bebida)
El submarino o remo es una bebida original de Argentina y tradicional en Uruguay en la que se introduce una barra de chocolate dentro de una taza de leche caliente y se revuelve con una cuchara hasta que el chocolate se disuelve.
El submarino es típicamente una bebida de invierno. La manera tradicional de servirse es en un vaso de vidrio largo con un soporte independiente de metal, y con un asa para sostener el vaso sin quemarse, ya que el submarino se sirve muy caliente para que la leche funda completamente la barra de chocolate que se hunde en él.

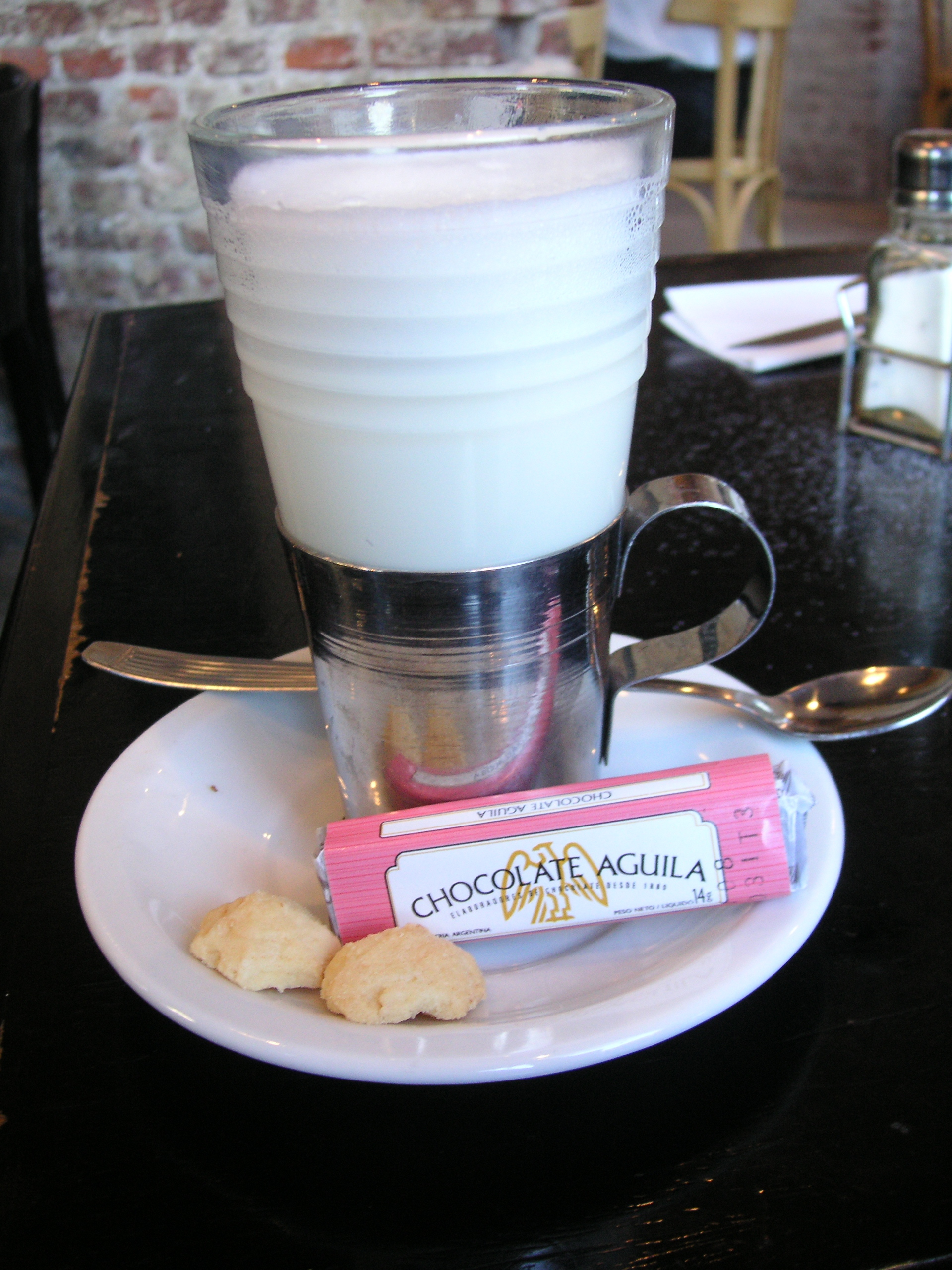
Paso 1: una taza de leche caliente y una barra de chocolate.
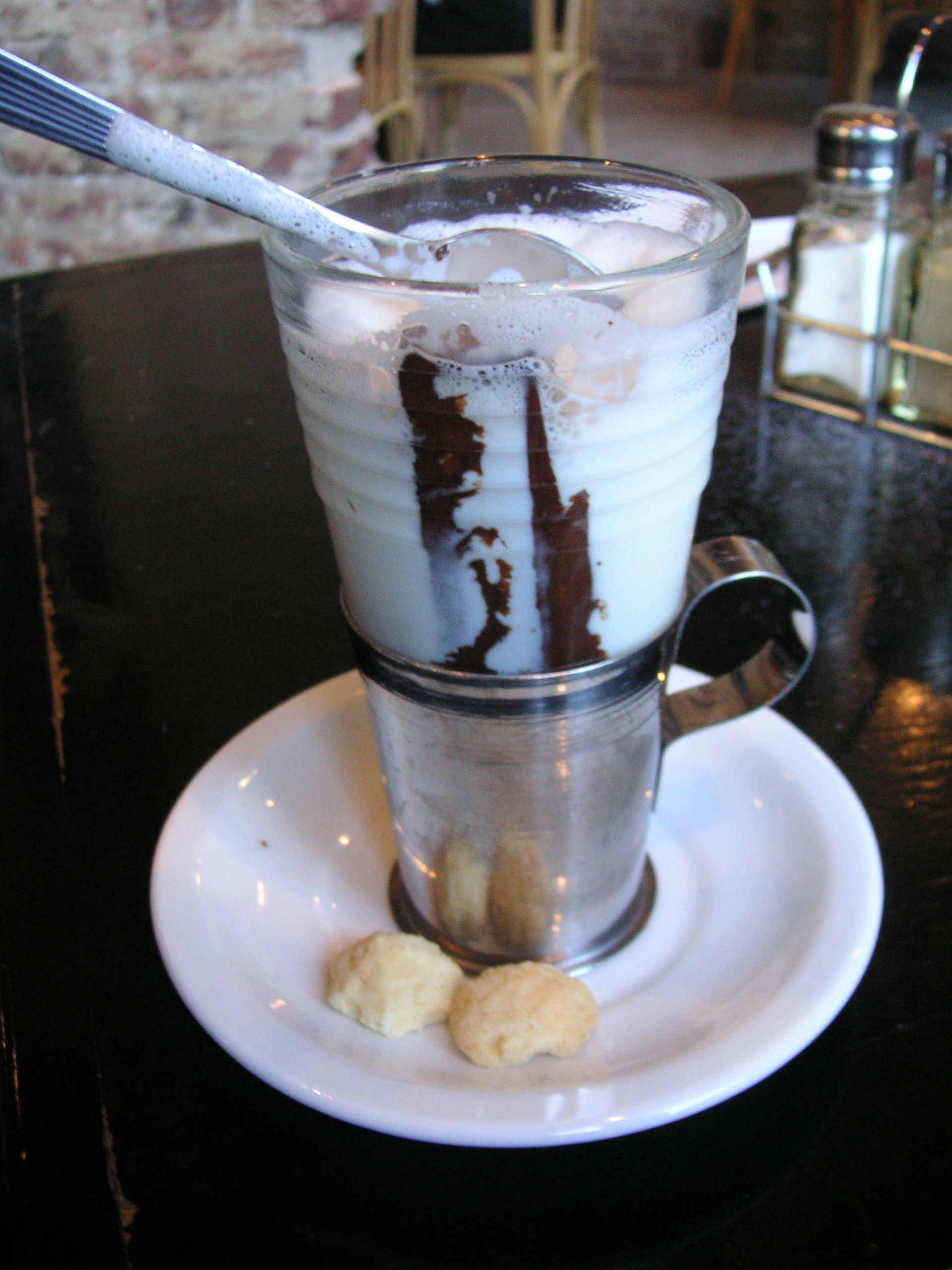
Paso 2: se introduce la barra de chocolate en la taza.
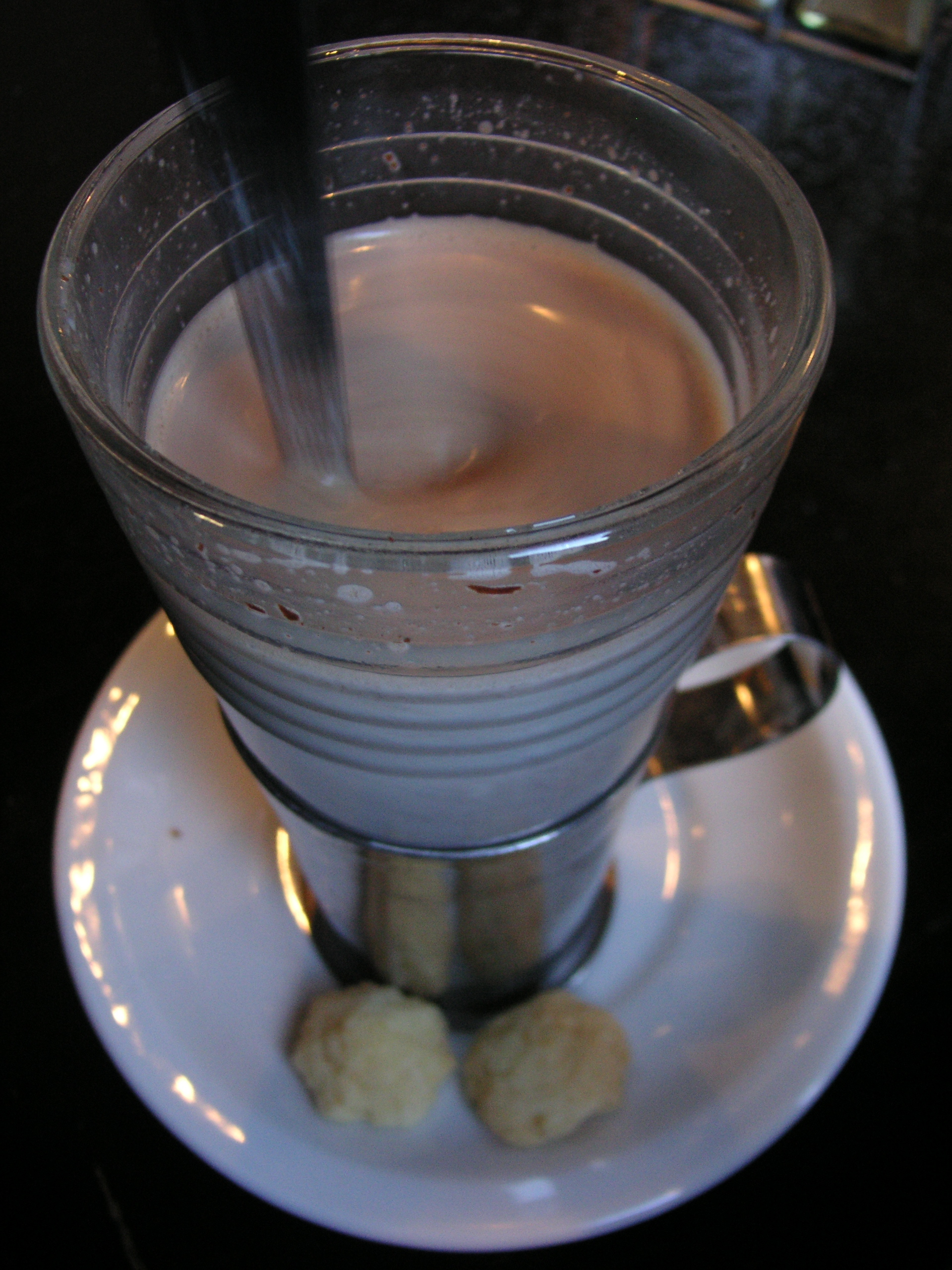
Paso 3: se revuelve con una cuchara hasta disolver completamente el chocolate.
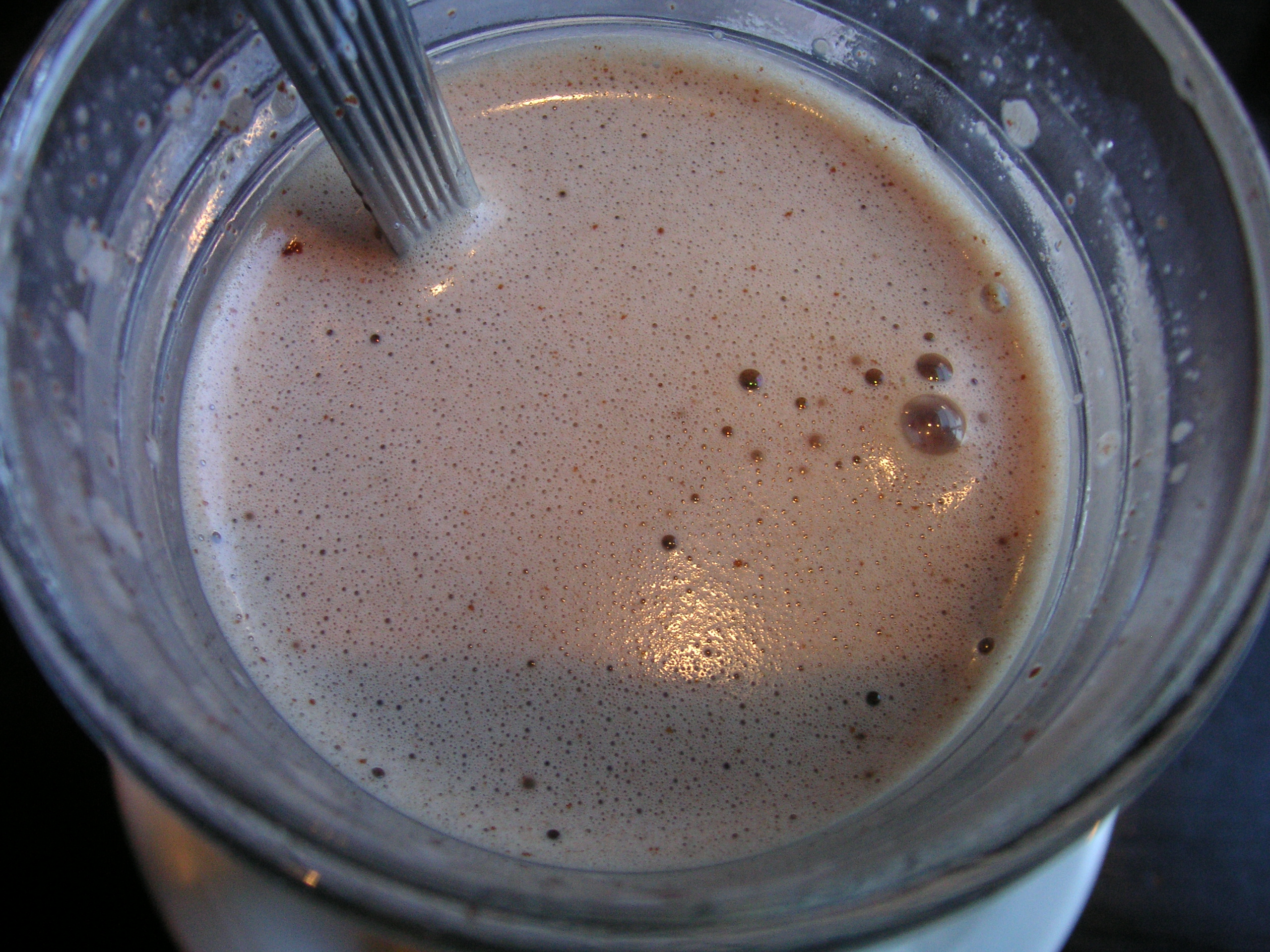
Paso 4: finalmente el chocolate queda disuelto en la leche formando burbujas en la superficie.